# Robert Barron
Robert Emmet Barron (ur. 19 listopada 1959 w Chicago) – amerykański duchowny rzymskokatolicki, w latach 2015–2022 biskup pomocniczy Los Angeles, biskup Winona-Rochester od 2022.

## Życiorys
Święcenia kapłańskie otrzymał 24 maja 1986. Inkardynowany do archidiecezji Chicago, pracował początkowo jako wikariusz. W 1992 mianowany wykładowcą uniwersytetu St. Mary of the Lake w Chicago, w 2012 został jego rektorem. Pracował też na uniwersytetach i kolegiach w kraju oraz w Rzymie.
Jest uznanym teologiem, mówcą i autorem. W 1999 założył katolicką wspólnotę Word on Fire.
21 lipca 2015 papież Franciszek mianował go biskupem pomocniczym archidiecezji Los Angeles oraz biskupem tytularnym Macriana in Mauretania. Sakry udzielił mu 8 września 2015 r. metropolita Los Angeles – arcybiskup José Horacio Gómez.
2 czerwca 2022 został mianowany biskupem diecezjalnym diecezji Winona-Rochester. Kanoniczne objęcie diecezji nastąpiło 29 lipca 2022.

## Publikacje
- Ziarna Słowa. Odnajdywanie Boga w kulturze (oryg. Seeds of the Word: Finding God in the Culture), Poznań 2019, Wydawnictwo W drodze, ISBN 978-83-7906-261-4.
- Żywe paradoksy. Zasada katolickiego i/i (oryg. Vibrant Paradoxes: The Both/And Catholicism), Poznań 2019, Wydawnictwo W drodze, ISBN 978-83-7906-285-0.

## Nagrody i wyróżnienia
- Nagroda Fundacji Josefa Piepera (2025)[5],
- Kawaler Orderu Świętego Grobu Bożego (2015), Watykan)[6],